# Burne Hogarth
Burne Hogarth, född den 25 december 1911, död den 28 januari 1996, var en amerikansk serietecknare, illustratör, pedagog, författare och teoretiker, mest känd för sitt arbete med söndagssidan av "Tarzan" och hans bokserie i anatomi. 

## Biografi

### Ungdomsåren
Hogarth föddes i Chicago 1911. Han visade tidigt talang för teckning. Hans far, som var snickare, visade Burnes teckningar på Art Institute of Chicago. Vid denna skola började den tolvåriga Burne Hogarth sin utbildning. Han fortsatte sedan läsa konsthistoria och antropologi vid institutioner som Crane College och Northwestern University i Chicago och Columbia University i New York.
På grund av faderns tidiga död började Hogarth arbeta vid 15 års ålder, han blev då biträdande tecknare vid Associated Editors Syndicate. Hans första självständiga arbete blev en illustrationsserie kallad "Berömda kyrkor över hela världen". Dessutom fick han göra en del arbeten som sporttecknare. 
Arton år gammal, år 1929, tecknade han sin första seriestripp, "Ivy Hemmanhaw" för Barnet Brown Company, och följande år gjorde han "Underliga yrken och märkliga händelser" för Ledd Features Syndicate.
1933 var USA mitt inne i den ekonomiska depressionen, Hogarth arbetade som lärare vid WPA (Works Progress Administration). Han undervisade i konsthistoria. Det var dock tecknare han helst ville vara och uppmanad av vänner flyttade han 1934 till New York. Han fick anställning hos King Features Syndicate där han så småningom gavs uppgiften att teckna Charles Driscolls piratäventyr "Pieces of Eight" . Det var dock en annan serie som skulle leda till berömmelse.

### Börjar teckna Tarzan
Hal Foster som tecknat "Tarzan" sedan 1929, ville överlåta serien på någon annan eftersom han hade planer på en helt egen äventyrsserie. Hogarth sökte jobbet och de arbetsprover han lämnade övertygade United Feature Syndicate om hans duglighet. Söndagen den 9 maj 1937 publicerades Hogarths första Tarzansida. 

### Paus för egen serie
När Hogarth arbetat med "Tarzan" i åtta år sa han upp sig. Han var missnöjd med arbetsvillkoren och ville försöka lansera en egen hjälte. Under knappt två år skrev och tecknade Hogarth serien "Drago". United Features Syndicate ville dock ha tillbaka honom på "Tarzan" och efter att Hogarth förhandlat till sig betydligt bättre villkor, vilket bl.a. innefattade att han på egen hand skulle få skriva Tarzanhistorierna, gick han tillbaka till söndagssidorna av djungelhjälten.

### Hogarths egna Tarzan
Den 10 augusti 1947 tog Hogarth över det Tarzanavsnitt som pågick; "Tarzan på Ka-Gors ö". När han avslutat den kunde han den 14 december publicera en "Tarzan" som helt och hållet var en produkt av hans idéer, fantasi och ideal. 
Vid samma tid drog han igång ytterligare ett projekt; en humorserie kallad "Miracle Jones". Denna serie lyckades inte och fick läggas ner efter bara några månader.
Tre år fortsatte Hogarth med Tarzan, men när kontraktet skulle skrivas om 1950 ville han inte vara med längre. 

### Rektor för konstskola
1947 grundade Burne Hogarth och Silas H. Rhodes en konstskola på Manhattan. När Hogarth 1950 slutade som tecknare av Tarzan gick han helt och fullt in för arbetet med skolan. Han undervisade i teckning, anatomi, konsthistoria och innehade posten som rektor. Wallace Wood, Al Williamson, Dick Hodgins och Gil Kane är några av de många elever som undervisats på Hogarths konstskola.
Hogarth tecknade inte serier på tjugo år. Istället ägnade han sig åt måleri och grafik. Dessutom skrev han böcker om teckning och anatomi.
1970 avslutade han arbetet på konstskolan för att helt kunna ägna sig åt egen konstutövning. 

### Tarzan för tredje gången
I början av 70-talet vände sig Hogarth återigen till "Tarzan". Denna gång gjorde han en serieversion av Edgar Rice Burroughs första bok om Tarzan, "Tarzan apornas son", från 1912. Boken gavs ut av Watson Guptill 1972. Fyra år senare kom "Jungle Tales of Tarzan", en samling med fyra nya Tarzanberättelser. På 90-talet gjorde han sin sista serie "Morphos the Shapechanger", utgiven av Dark Horse Comics. 
Burne Hogarth dog i Paris den 28 januari 1996, 84 år gammal. Kort dessförinnan hade han deltagit i Angoulême International Comics Festival.

## Serieskapare och konstnär
Hogarth var mycket intresserad av anatomi. Människor och djur i hans serier är ändå nästan aldrig verkliga. Han överdrev proportioner och rörelser för att skapa dramatik och effekt. Även naturen överdrevs på ett barockt vis, allt är knotigt, väldigt och skräckinjagande. 
Liksom Hal Foster införde Hogarth aldrig pratbubblor i sina serier. Han hade väldigt bestämda åsikter om hur en tecknad serie skulle se ut. I serieteckningarna ser man tydliga influenser från renässansens måleri, men även tysk expressionism brukar nämnas som en stark influens. Hans, för serier ovanliga, sätt att gestalta rörelse i "Tarzan apornas son", 1972, för tankarna till Giacomo Balla och hans futuristiska målning ”Damen med hund” (1912). Film har också varit en stark influens för Hogarth.
I Hogarths måleri och grafik märks tydligt att han arbetat med berättande och sekvenskonst.
Det tog lång tid innan Hogarth fick något större erkännande i USA. I Europa och Sydamerika var han dock uppskattad och hyllad. Under 60-talet deltog Hogarth i 14 utställningar i Europa, och fem i Sydamerika. Det var först 1971 som USA fick upp ögonen för den gamle Tarzantecknaren. I samband med 75-årsfirandet av den tecknade serien uppmärksammade New York Cultural Center Burne Hogarth tillsammans med Winsor McCay och George Herriman.

## Pedagog och författare
Redan i unga år ägnade sig Hogarth åt att undervisa och han fortsatte med detta parallellt med sitt teckningsarbete. Mot slutet av andra världskriget startade han en utbildning med återvändande soldater i åtanke. Utbildningen fick till att börja med namnet The Manhattan Academy of Newspaper Art. 1947 gjordes utbildningen om till Cartoonists and Illustrators School. Skolan växte och 1956 var det åter dags att byta namn, den heter sedan dess School of Visual Arts (SVA).
Efter att ha slutat arbeta på sin egen skola började han undervisa på Parsons School of Design och efter en flytt till Los Angeles föreläste han på Otis School och Art Center College of Design i Pasadena. 
I samband med deltagande i utställningar höll Hogarth ofta föreläsningar om konst. Han anses ha varit en engagerad och inspirerande föreläsare.
Hogarth har skrivit handböcker i teckning och anatomi, böcker som blivit standardverk för konstnärer av alla slag, inklusive datoranimatörer. Se boklista nedan.

## Utmärkelser i urval
- Special Features Award, 1974
- National Cartoonist Society Advertising and Illustration Award, 1975
- Magazine and Book Illustration Award, 1992

## Utgivning

### Söndagssidor av "Tarzan"
Hogarth ersatte Hal Foster på söndagssidorna i maj 1937.
| Originalpublicering              | Originaltitel | Svensk titel i förord till Tarzan apornas son | Annan svensk titel |
| -------------------------------- | ------------- | --------------------------------------------- | ------------------ |
| 9 maj – 3 oktober 1937           |               | "Tarzan i den gyllene staden"                 |                    |
| 10 oktober 1937 – 29 maj 1938    |               | "Tarzan och boerna"                           |                    |
| 5 juni – 20 november 1938        |               | "Tarzan och kineserna"                        |                    |
| 27 november 1938 – 14 maj 1939   |               | "Tarzan och pygméerna"                        |                    |
| 21 maj – 23 juli 1939            |               | "Tarzan och amazonerna"                       |                    |
| 30 juli 1939 – 28 april 1940     |               | "Tarzan och boerna (2:a episod"               |                    |
| 5 maj 1940 – 27 april 1941       |               | "Tarzan och havets och eldarnas folk"         |                    |
| 27 april 1941 – 26 april 1942    |               | "Tarzans kamp med Dagga Ramba"                |                    |
| 1 maj – 2 augusti 1942           |               | "Tarzan och den dödsbringande källan"         |                    |
| 9 augusti 1942 – 24 oktober 1943 |               | "Tarzan och barbarerna"                       |                    |
| 31 oktober 1943 – 12 mars 1944   |               | "Tarzans kamp mot Kandullah och nazisterna"   |                    |
| 19 mars – 30 juli 1944           |               | "Tarzans kamp med Don Macabre"                |                    |
| 6 augusti 1944 – 11 mars 1945    |               | "Tarzans kamp mot nazisterna"                 |                    |
| 18 mars – 8 juli 1945            |               | "Tarzans kamp med monstret Goru- Bongara"     |                    |
| 15 juli – 25 november 1945       |               | "Tarzans kamp med Orizu Khan"                 |                    |

Efter att under drygt ett år arbetat med "Drago" återvände Hogarth till "Tarzans" söndagssida i augusti 1947. 1950 slutade han mitt i ett äventyr.
| Originalpublicering            | Originaltitel | Svensk titel i förord till Tarzan apornas son | Annan svensk titel |
| ------------------------------ | ------------- | --------------------------------------------- | ------------------ |
| 10 augusti – 7 december 1947   |               | "Tarzan på Ka-Gors ö"                         |                    |
| 14 december 1947 – 9 maj 1948  |               | "Tarzan och N'Ani"                            |                    |
| 16 maj 1948- 1 maj 1949        |               | "Tarzan på Mua-Aos ö"                         |                    |
| 8 maj – 23 oktober 1949        |               | "Tarzan och Ononerna"                         |                    |
| 30 oktober 1949 – 16 juli 1950 |               | "Tarzan och äventyrarna"                      |                    |
| 23 juli – 20 augusti 1950      |               | "Tarzan och storviltjägarna"                  |                    |

### Handböcker
- "Dynamic Anatomy" (1958, nytryck 2003, ISBN 0-8230-1552-1 )
- "Drawing the Human Head" (1965, nytryck 1989, ISBN 0-8230-1376-6 )
- "Dynamic Figure Drawing" (1970, nytryck 1996, ISBN 0-8230-1577-7 )
- "Drawing Dynamic Hands" (1977, nytryck 1988, ISBN 0-8230-1368-5 )
- "Dynamic Light and Shade" (1981, nytryck 1992, ISBN 0-8230-1581-5 )
- "Dynamic Wrinkles and Drapery" (1995, ISBN 0-8230-1587-4 )

### Serier i Sverige
Hogarth tecknade Tarzan för dagstidningarnas söndagsbilagor. Seriesidorna var stora och tryckta i färg. Serietidningsutgivningen i Sverige har bestått av redigerat material, vilket gör att den ursprungliga sidokompositionen försvinner.
"Stora Tarzanboken 2", 1972, innehåller 96 söndagssidor från 1949-50. Boksidorna är 240x330mm. Papprets låga kvalitet gör dock att färger och linjer inte kommer riktigt till sin rätt.
"Tarzan apornas son" från 1972 gjordes med tanke på bokutgivning och den gavs i Sverige ut som inbunden bok med boksidor av hög papperskvalitet.